# فرودگاه گرگانج

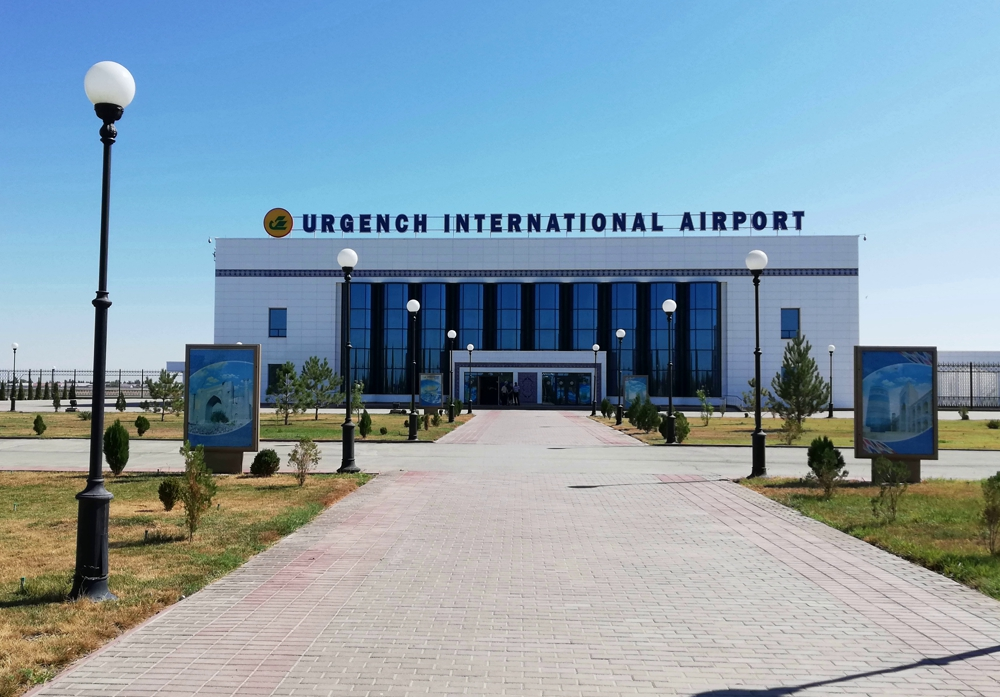
فرودگاهی درازبکستان

فرودگاه گرگانج  (به انگلیسی: Urgench Airport) یک فرودگاه همگانی مسافربری با کد یاتا UGC است که یک باند فرود آسفالت دارد و طول باند آن ۳۳۷۳ متر است. این فرودگاه در شهر گرگانج کشور ازبکستان قرار دارد و در ارتفاع ۹۸ متری از سطح دریا واقع شده است.

## شرکت‌های هواپیمایی و مقصدهای پروازی
| شرکت‌های هواپیمایی                 | مقصدهای پروازی                                              |
| --------------------------------- | ----------------------------------------------------------- |
| آئروفلوت اجرا توسط روسیه ایرلاینز | پالکوو                                                      |
| اس۷ ایرلاینز                      | دوموده‌دوو                                                   |
| ازبکستان ایرویز                   | بخارا، دوموده‌دوو، شارل دوگل پاریس، پالکوو، تاشکند، ولگاگراد |